# Westcotes

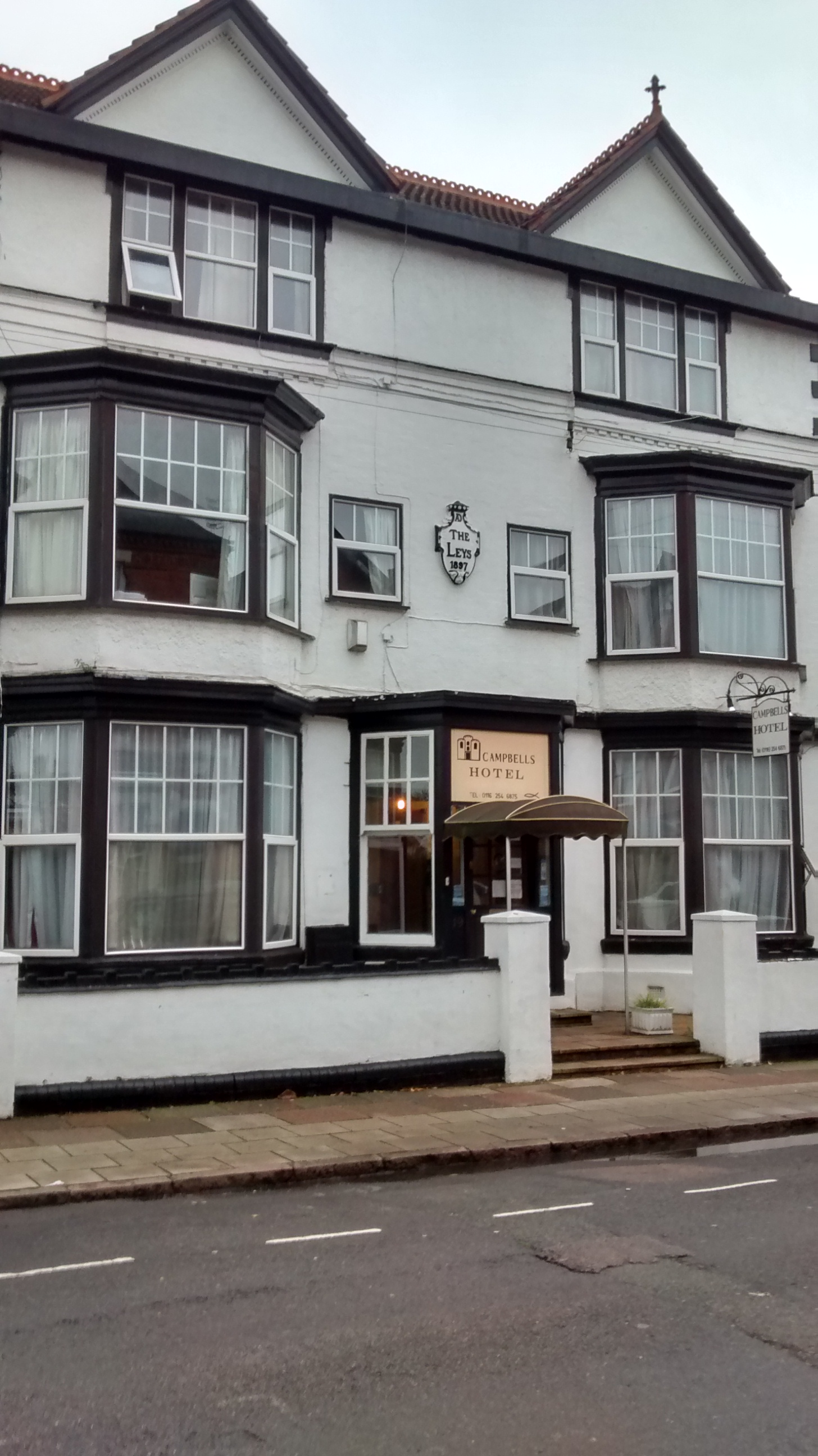
Hotel w dzielnicy Westcotes Leicester

Westcotes – dzielnica w południowo-zachodniej części miasta Leicester w Wielkiej Brytanii. 
Główne ulice dzielnicy to Braunstone Gate, Hinckley Road oraz Narborough Road, Fosse Road Central, Fosse Road South. W 2011 dzielnica liczyła 11 644 mieszkańców. Westcotes jest dzielnicą zamieszkałą również przez ludność emigracyjną z Europy Środkowo-Wschodniej.
Zamieszkują ją Polacy, Czesi, Słowacy, Bułgarzy, Litwini, Łotysze, Rumuni, Węgrzy.

## Handel
W dzielnicy znajduje się wiele sieci handlowych i sklepów m/in: Tesco, Lidl, Iceland, Sainsbury’s, The Co-operative.

## Komunikacja
Dzielnica posiada dobrze zorganizowaną komunikacje miejską obsługiwaną przez linie autobusowe Arriva, First, Centrebus.